# Железнодорожный сельсовет (Башкортостан)
Железнодорожный сельсовет — муниципальное образование в Белорецком районе Башкортостана России.

## История
Образован 17 декабря 2004 года выделением из состава Ломовского поссовета, который в дальнейшем получил статус сельсовета. Согласно Закону о границах, статусе и административных центрах муниципальных образований в Республике Башкортостан  имеет статус сельского поселения.

## Население
| 2002  | 2009  | 2010  | 2012  | 2013  | 2014  | 2015  |
| ----- | ----- | ----- | ----- | ----- | ----- | ----- |
| 2657  | ↗2951 | ↗3020 | ↗3028 | ↘3013 | ↘3004 | →3004 |
| 2016  | 2017  |       |       |       |       |       |
| ↘2988 | ↘2955 |       |       |       |       |       |

## Состав сельского поселения
| № | Населённый пункт | Тип населённого пункта       | Население |
| - | ---------------- | ---------------------------- | --------- |
| 1 | Железнодорожный  | село, административный центр | ↘2955     |